# Liste des maires de Granby (Québec)
Liste des maires de Granby depuis 1859, l'année de la fondation de la ville.
|      | Dates     | Nom                              | Remarque                                                    |
| ---- | --------- | -------------------------------- | ----------------------------------------------------------- |
| 1    | 1859-1860 | Patrick Hackett                  | Premier maire                                               |
| 2    | 1860-1862 | Francis Colson Gilmour           |                                                             |
| 3    | 1862-1864 | John Horner                      |                                                             |
| 4    | 1864-1866 | Edward Bradford                  |                                                             |
| 5    | 1866-1872 | J. G. Cowie                      |                                                             |
| 6    | 1872-1873 | J. Irwin                         |                                                             |
| 7    | 1873-1877 | Stephen Henderson Campbell Miner | 1er mandat                                                  |
| 8    | 1877-1893 | Alonzo C. Savage                 |                                                             |
| (7)  | 1893-1911 | Stephen Henderson Campbell Miner | 2e mandat                                                   |
| 9    | 1911-1912 | L. A. Lessard                    |                                                             |
| 10   | 1912-1913 | J. C. Barr                       | Maire par intérim                                           |
| 11   | 1913-1913 | E. Duhamel                       |                                                             |
| 12   | 1913-1914 | Hector Paré                      |                                                             |
| (13) | 1914-1915 | Walter Drake Bradford            |                                                             |
| 14   | 1915-1916 | J. A. Beaudry                    |                                                             |
| 15   | 1916-1917 | A. Kent                          | Le statut de Granby passe de village à cité sous son mandat |
| 16   | 1917-1933 | Pierre-Ernest Boivin             |                                                             |
| 17   | 1933-1939 | Joseph-Hermas Leclerc            |                                                             |
| 18   | 1939-1964 | Pierre-Horace Boivin             | Fils de Pierre-Ernest Boivin, maire de 1917 à 1933.         |
| 19   | 1964-1969 | Paul-Olivier Trépanier           | 1er mandat                                                  |
| 20   | 1969-1973 | Jean-Louis Tétreault             | Le statut de Granby passe de cité à ville sous son mandat.  |
| (19) | 1973-1985 | Paul-Olivier Trépanier           | 2e mandat                                                   |
| 21   | 1985-1993 | Mario Girard                     |                                                             |
| 22   | 1993-2000 | Michel Duchesneau                |                                                             |
| 23   | 2000-2001 | Denis Langlois                   |                                                             |
| 24   | 2001-2005 | André-Guy Racine                 |                                                             |
| 25   | 2005-2013 | Richard Goulet                   |                                                             |
| 26   | 2013-2021 | Pascal Bonin                     |                                                             |
| 27   | 2021-     | Julie Bourdon                    | 1re femme élue mairesse de Granby                           |